# 카와자 나지무딘

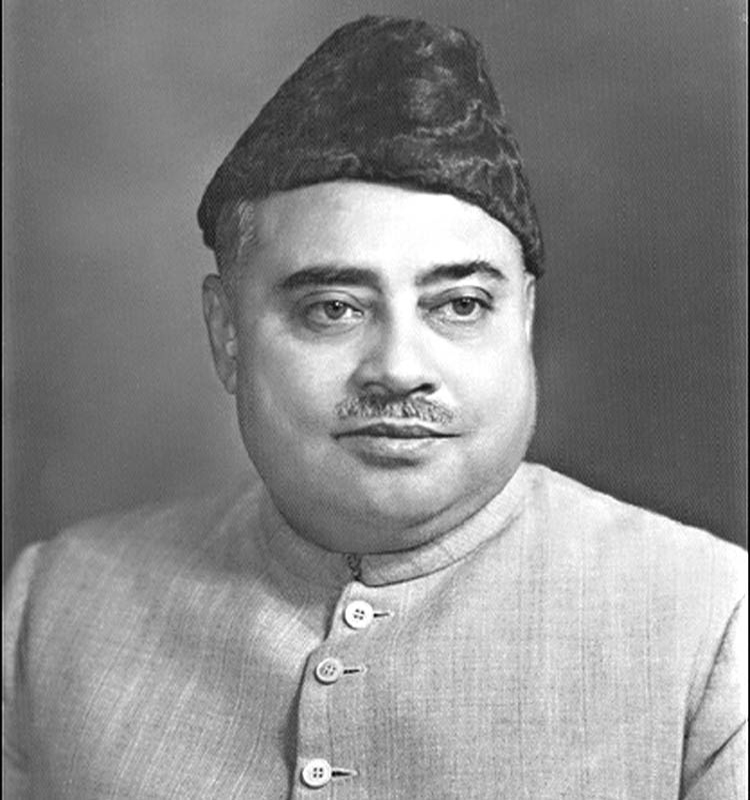
카와자 나지무딘(1948년)

카자와 나지무딘(Khawaja Nazimuddin, খাজা নাজিমুদ্দীন, 1894년 7월 19일 - 1964년 10월 22일)은 인도의 법조인이자 정치인, 파키스탄의 정치인이다. 제2대 파키스탄 총독과 제2대 파키스탄 총리를 역임했다. 인도 독립 전, 영국 치하 인도의 벵골 주 주 총리를 지내기도 했다. 정치적으로는 보수주의자로 동벵골에서 정치적으로 소외당하던 인물이었다.
1948년 9월 14일 총독 무하마드 알리 진나의 죽음으로 파키스탄의 총독에 임명되었고, 1951년 10월 17일에는 총리였던 리아쿠트 알리 칸이 암살되어 파키스탄의 총리직과 국방부장관직을 맡게 되었다.

## 같이 보기
- 파키스탄의 정치